# Adam Clayton
Adam Charles Clayton (født 13. marts 1960) er en engelsk-irsk musiker, som er mest kendt som bassist i bandet U2.